# Казанлъшка искра
„Искра“ е вестник, който се издава в Казанлък от 1 юни 1924 година. До брой 281 името е „Казанлъшка искра“.
Излиза 2 пъти в месеца като частен околийски вестник за културни и стопански въпроси. Основател е Петър Топузов. От брой 5 урежда редакционен комитет в състав: Петър Топузов, Стефан Попвасилев, Гено Дочев, Маню Стайнов, Стефан Мирчев, Димитър Чорбаджийски – Чудомир. От брой 241 редактори са Димитър Чорбаджийски – Чудомир и Гено Дочев, урежда редакционен комитет при Ученолюбива дружина „Искра“. Печата се в печатница „Светлина“ в Стара Загора и в печатница „Гутенберг“ в Казанлък. От брой 282 урежда редакционен комитет. Наличен е електронен архив на броеве на вестника.